# Tristone娛樂
Tristone娛樂是一間於1993年成立的日本藝人經紀公司、影視製作公司、音樂製作公司。日本音樂事業者協會的正式會員。

## 歷史
1993年，由電影製片人兼首任社長山本又一郎創立，以「追求真實的經紀管理」為宗旨，致力於培養演員和音樂人。
2023年6月8日，經股東大會決議後，山本又一朗成為代表董事兼會長，並由旗下演員小栗旬擔任第二任社長。
公司擁有直營演員訓練/演技研究所「Tristone表演實驗室」。

## 影像製作
- 偷走太陽的人（公司成立前）
- 吸血鬼猎人D（2001年）
- 少女殺手阿墨（2003年）
- 少女殺手阿墨2：Death or Love（2005年）
- 熱血高校（2007年）
- 我的機械人女友（2008年）
- 熱血高校2（2009年）
- TAJOMARU（2009年）
- 終有一天（2010年）
- 世紀怪盜：魯邦三世（2014年）
- 新宿天鵝（2015年）
- Piece of Cake（2016年）
- 新宿天鵝II（2017年）

## 旗下藝人

### 男演員
- 小栗旬
- 田中圭
- 綾野剛
- 櫻木健一
- 手塚徹
- 杉本哲太
- 山口祥行
- 鈴之助
- 高橋努
- 笠原秀幸
- 矢崎廣
- 伊崎右典
- 間宮祥太朗
- 坂口健太郎
- 淺香航大
- 福山翔大
- 葉山獎之
- 赤楚衛二
- 前原滉
- 中田圭祐
- 若林時英
- 木户大聖
- 小林亮太
- 二宮慶多
- 秋谷郁甫
- 中澤元紀
- 山崎雄大
- 染谷隼生
- 樋之津琳太郎
- 伊藤健太郎
- 山崎龍太郎
- 木幡龍（業務合作）

### 女演員
- 若村麻由美
- 木村文乃
- 多岐川裕美
- 長手絢香
- 吉谷彩子
- 大西禮芳
- 金澤美穗
- 木下晴香
- 榊原有那
- 原菜乃華
- 東野絢香
- 加藤菜津
- 田牧空
- 牧野羽咲
- 蒼井陽奈
- 黑崎莉奈
- 小西櫻子
- 筒井真理子

### 男音樂家
- 清塚信也
- Reini(レイニ)

### 女音樂家
- Keiko
- 丸山純奈
- miwa
- 宮川春菜

### 音樂團體
- 防彈少年團 (業務合作)
- MAN WITH A MISSION (業務合作)

### 導演
- 風野又二朗

## 外部連結
- 官方网站